# プロイセン陸軍士官学校

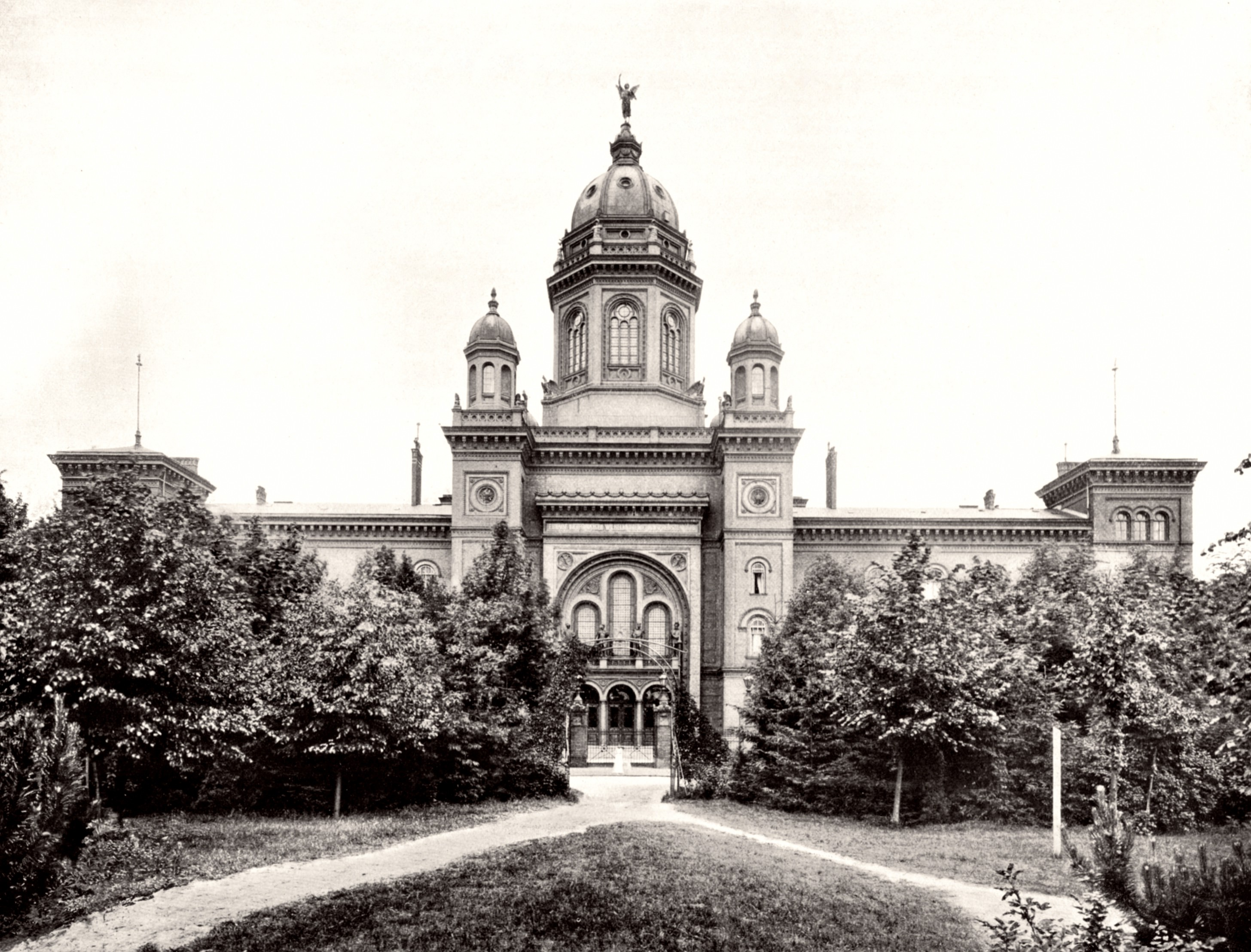
1900年頃のプロイセン陸軍士官学校。

プロイセン陸軍士官学校（Preußische Hauptkadettenanstalt）は、プロイセン王国の陸軍士官学校。ベルリンのリヒターフェルデに置かれた。直訳してプロイセン陸軍中央幼年学校とも。
Hauptkadettenanstalt（Hauptは「頭・頂点」の意）の名が示すように、主に全国各地の陸軍幼年学校（Kadettenanstalt）出身者が更なる教育を受けた。幼年学校-士官学校というプロイセン式の陸軍教育制度は大日本帝国陸軍にも影響を与えた。

## 主な出身者
- ヘルマン・ゲーリング国家元帥、空軍元帥
- エルヴィン・フォン・ヴィッツレーベン陸軍元帥
- ギュンター・フォン・クルーゲ陸軍元帥
- エルンスト・ブッシュ陸軍元帥
- ヴァルター・フォン・ブラウヒッチュ陸軍元帥
- ヴェルナー・フォン・ブロンベルク陸軍元帥
- フェードア・フォン・ボック陸軍元帥
- エーリッヒ・フォン・マンシュタイン陸軍元帥
- ゲルト・フォン・ルントシュテット陸軍元帥
- クルト・フォン・ハンマーシュタイン＝エクヴォルト陸軍上級大将
- パウル・ハウサー武装SS上級大将
- クルト・フォン・シュライヒャー陸軍歩兵大将
- ディートリヒ・フォン・コルティッツ陸軍歩兵大将
- エーリッヒ・フォン・ファルケンハイン陸軍歩兵大将、オスマン帝国陸軍元帥
- ヘルマン・フォン・フランソワ（ドイツ語版）陸軍歩兵大将
- エーリッヒ・ルーデンドルフ陸軍歩兵大将
- エーリッヒ・フォン・デム・ブッシェ＝イッペンブルク陸軍砲兵大将
- オットー・フォン・クノーベルスドルフ陸軍装甲兵大将
- ハッソ・フォン・マントイフェル陸軍装甲兵大将
- ヴァルター・ヴェンク陸軍装甲兵大将
- ヘルムート・フォン・パンヴィッツ陸軍中将、親衛隊大将
- フリードリヒ・カール・フォン・エーベルシュタイン親衛隊大将
- ジークフリート・カッシェ突撃隊大将
- テオドール・デュスターベルク陸軍中佐 - 鉄兜団の指導者
- マンフレート・フォン・リヒトホーフェン陸軍騎兵大尉
- ヴァルター・シュテンネス陸軍少尉 - ナチス左派
- ゲオルク・デルティンガー - 東ドイツ初代外務大臣
- レオポルド・フォン・ウィーゼ - 社会学者、国家社会主義の理論家
- エルンスト・フォン・ザロモン - 極右かつ反ナチスの思想家

### 外国人
- プラヤー・パホンポンパユハセーナー - 第2代タイ王国首相